# Attalea phalerata
Attalea phalerata es una especie de palmera conocida con el nombre común de shapaja. y bacuri.

## Distribución y hábitat
Es originaria de Brasil, Bolivia, Paraguay, y Perú, donde crece a lo largo del sur y el oeste de la Amazonia. Es la palmera más común en el  Pantanal.

## Descripción
Esta palmera crece hasta los 18 metros de altura. Comienza a reproducirse a un metro de altura, a una edad de 7 a 10 años. Produce flores durante todo el año y frutos dos veces por año. Crece en muchos tipos de bosques.

## Ecología
Este árbol es de importancia ecológica. Las semillas son dispersadas por el tapir, que se tragan las frutas,  y por los ñandúes, guatusas, ratas espinosas del género Clyomys y de los Caracaras. El guacamayo jacinto consume las semillas y también puede dispersarlas. Las vainas de la palma con frecuencia acumulan las semillas de otras plantas, que a veces son depositadas allí por Artibeus jamaicensis, un murciélago frugívoro. Las semillas. a veces, germinan allí mismo y crecen como epífitas en la palmera. Esta palmera es comúnmente polinizada por escarabajos de la savia de género Mystrops y gorgojos de tribu Madarini. El gorgojo Pachymerus cardo es conocido por ser un depredador de las semillas de esta especie.

## Usos
El árbol tiene usos humanos. Las hojas se utilizan para techar tejados y los frutos para alimentar a los cerdos(nadia) y otros animales. Se trata de una fuente de aceite vegetal. Es, económicamente, la especie de palma más importante de Bolivia.
Rhodinus stali, un insecto que es un vector de la enfermedad de Chagas, puede infestar este árbol.

## En la cultura popular
Vsevolod Garshin escribió una historia corta llamada Attalea Princeps (otro nombre dado a la palma), en el que la planta, con una vida intolerable en el invernadero, intenta crecer a través del techo del invernadero.

## Taxonomía
Attalea phalerata  fue descrita por Mart. ex Spreng. y publicado en Systema Vegetabilium, editio decima sexta 2: 624. 1825.
Etimología
Attalea: nombre genérico que conmemora a Atalo III Filometor, rey de Pérgamo en Asia Menor, 138-133 antes de Cristo, que en el ocaso de su vida se interesó por las plantas medicinales.
Sinonimia
- Attalea excelsa Mart. ex Spreng.
- Attalea phalerata var. concinna L.R.Moreno & O.I.Moreno
- Maximiliana princeps Mart.
- Scheelea corumbaensis (Barb.Rodr.) Barb.Rodr.
- Scheelea martiana Burret
- Scheelea microspadix Burret
- Scheelea phalerata (Mart. ex Spreng.) Burret
- Scheelea princeps var. corumbaensis Barb.Rodr.[16]